# Armageddon It
Armageddon It è una canzone del gruppo musicale britannico Def Leppard, proveniente dall'album Hysteria del 1987. Fu pubblicata come singolo nel 1988 e raggiunse la terza posizione della Billboard Hot 100, diventando il quarto singolo del gruppo capace di scalare la top 10 in classifica negli Stati Uniti.
Il titolo "Armageddon It" vuole essere un gioco di parole di "I'm A Gettin' It", motto della band durante le sessioni di registrazione per l'album Hysteria. Lo stile vocale della canzone è descritto come "Eddie Cochran che incontra i T. Rex", secondo il cantante Joe Elliott.

## Video musicale
Il videoclip di Armageddon It è il secondo, dopo la seconda versione di Pour Some Sugar on Me, a mostrare i Def Leppard in concerto.
Il 12 febbraio, la band registrò un concerto presso la McNichols Sports Arena di Denver, in Colorado, per una futura registrazione live. Tuttavia, un mese più tardi, Armageddon It venne imposto per essere pubblicato come sesto singolo dell'album Hysteria, in quel periodo all'apice del successo di vendite, ed era urgente un videoclip musicale. Ci fu un po' di esitazione da parte della band nel voler girare un altro video con materiale interamente nuovo, ed essendo rimasti soddisfatti del risultato ottenuto con il video di Pour Some Sugar on Me, decisero di ripeterne la formula. Pertanto, venne lanciata l'idea di creare rapidamente un video montato con le riprese (e alcuni immagini dietro le quinte) del concerto di Denver,

## Tracce

### CD: Bludgeon Riffola / LEPCD4 (UK) / 870 239-2 (INT)
1. Armageddon It
2. Ring of Fire
3. Animal
4. Pour Some Sugar on Me

### 7": Bludgeon Riffola / Vertigo / 872 692-7P (CANADA) / Picture Disc
1. Armageddon It
2. Release Me (cover di Engelbert Humperdinck)

### 7": Bludgeon Riffola / Polygram Records / Mercury / 872 692-7 (INT)
1. Armageddon It
2. Release You

## Formazione
- Joe Elliott – voce
- Steve Clark – chitarra solista, cori
- Phil Collen – chitarra ritmica, cori
- Rick Savage – basso, cori
- Rick Allen – batteria

## Curiosità
- Nella versione dell'album (e durante il tour promozionale di Hysteria), l'assolo è preceduto dalla chiamata di Joe Elliot al chitarrista Steve Clark "C'mon Steve, get it" ("Andiamo Steve, forza"). Dopo la morte di Clark nel 1991, questo verso è stato sia sostituito da "Andiamo, ragazzi", o semplicemente rimosso durante i concerti.
- Il lato B del singolo di Armageddon It negli Stati Uniti contiene una rarità cara ai fans dei Def Leppard: una cover di Release Me di Engelbert Humperdinck, ma cantata dal tecnico delle chitarre (e più tardi tour manager) Malvin Mortimer sotto lo pseudonimo di "Stumpus Maximus".
- Ci sono due mix della canzone che è apparsa nel singolo: "The Nuclear Mix", una versione estesa della canzone, e "The Atomic Mix", che è in realtà la versione dell'album.